# لولوة بنت خليفة آل خليفة
لولوة بنت خليفة آل خليفة (1976 -) هي شاعرة بحرينية.

## نشأتها ومسيرتها
لولوة بنت خليفة بن سلمان آل خليفة (مواليد 1976، المحرق) هي بنت الرياضي البحريني المشهور الشيخ خليفة بن سلمان بن أحمد آل خليفة أسطورة المحرق الكروية في الستينات حتى الثمانينات، وحفيدة الشاعر الشيخ محمد بن عيسى آل خليفة المعروف بالوائلي.
حاصلة على ماجستير في البلاغة العربية بامتياز مع مرتبة الشرف الأولى من جامعة البحرين 2006. تعمل كأستاذة جامعية بنفس الجامعة منذ العام 2002. لها العديد من الأمسيات الشعرية داخل وخارج البحرين ومن أهمها أمسية ليالي فبراير بالكويت 2009وعديد من الأمسيات المقامة بالنادي الأهلي والملتقى الثقافي مركز عبد الرحمن كانو حاليا 1996- 1997ومشاركات ببرامج قناة دبي الشعرية برنامج عذب المعاني والعديد من المشاركات بتلفزيون البحرين أهمها برنامج وجوه شعرية كما أحيت أمسيتين بالشارقة برعاية رابطة أديبات الإمارات 2003 وبيت الشعر العربي 2008.
تكتب الشعر العربي والمحلي ولها إسهامات ومشاركات شعرية منذ 1994 وحتى الآن في الصحافة البحرينية والخليجية عموم

## أعمالها
من أشهر قصائدها دار آل خليفة-حي الصباح-جنة النوار-بسم الشعب-عرجون-لا نخذلها-قديمين المحبة-بحر النار.
كما لها موقع شعري خاص بعنوان حدائق القمر. و لها ديوان شعري تحت الطبع الهديل وهو ديوانها الأول.